# Hinat/šikimat dehidrogenaza
Hinat/šikimat dehidrogenaza (EC 1.1.1.282, YdiB) je enzim sa sistematskim imenom L-hinat:NAD(P)+ 3-oksidoreduktaza. Ovaj enzim katalizuje sledeću hemijsku reakciju
(1) -hinat + + {\displaystyle \rightleftharpoons } 3-dehidrohinat + +
(2) šikimat + + {\displaystyle \rightleftharpoons } 3-dehidrošikimat + +
Ovo je drugi enzim šikimatne dehidrogenaze nađen kod Escherichia coli. On se razlikuje od EC 1.1.1.25, šikimatne dehidrogenaze, po tome što može da koristi hinat I šikimat kao supstrat, i bilo NAD+ ili NADP+ kao akceptor.

## Literatura
- Nicholas C. Price; Lewis Stevens (1999). Fundamentals of Enzymology: The Cell and Molecular Biology of Catalytic Proteins (Third изд.). USA: Oxford University Press. ISBN 019850229X.
- Eric J. Toone (2006). Advances in Enzymology and Related Areas of Molecular Biology, Protein Evolution (Volume 75 изд.). Wiley-Interscience. ISBN 0471205036.
- Branden C; Tooze J. Introduction to Protein Structure. New York, NY: Garland Publishing. ISBN 0-8153-2305-0.
- Irwin H. Segel. Enzyme Kinetics: Behavior and Analysis of Rapid Equilibrium and Steady-State Enzyme Systems (Book 44 изд.). Wiley Classics Library. ISBN 0471303097.

## Spoljašnje veze
- Quinate/shikimate+dehydrogenase на 